# Грабинский, Юзеф

Герб Помян

Юзеф Иоахим Грабинский (пол. Józef Joachim Grabiński); род. 1771, Варшава – ум. 1843, Сан-Мартино, Италия) - бригадный генерал Польши, Франции и Италии, командующий восстанием в Болонье 1831 г.

## Биография
Потомок шляхетского рода герба Помян. С 1791 служил прапорщиком 8 пехотного полка литовской армии дома Радзивиллов.
Участник русско-польской войны 1792 года. За доблесть в сражении под Брестом был награждён орденом Virtuti Militari.
Отличился во время восстания Костюшко, за что в 1794 году, Юзефу Грабинскому было присвоено звание полковника. В том же году принимал участие в обороне Праги. Был взят в плен и отправлен в Санкт-Петербург. В 1797 году получил прощение и разрешение на поездку в Париж, откуда он отправился в Милан.
В Италии Грабинский вступил добровольцем в сформированный под командование Яна Домбровского польский легион. В августе 1797 г. ему было поручено командование III батальоном (Болонья) в 1-м Легионе (Легии), с которым он участвовал во всех кампаниях на стороне Франции против Австрии (в походах 1797 и 1800 годов).
Затем последовала служба в составе армии Цизальпинской республики.
Затем, будучи офицером французских гусар, участвовал в египетском походе Наполеона. В июле 1798 принимал участие в битве у пирамид и завоевании Александрии. В начале сентября 1798 г. из-за подорванного климатом здоровья и полученных ранений полковник Юзеф Грабинский вынужден был покинуть Египет вместе с двумя своими сослуживцами-поляками — майором Ю. Шумлянским и капитаном А.Гауманом. На обратном пути во Францию они были захвачены турецкими корсарами, брошены в знаменитую крепость в Стамбуле — Едикуле(«Семибашенный замок»), затем в подвалы Терсаны (стамбульского арсенала). Молодой капитан Гауман не выдержал страшной турецкой тюрьмы и умер в Стамбуле, двум выжившим, в том числе, Грабинскому после нескольких лет мучений, благодаря выкупу, удалось оттуда выбраться.
В 1800 г. он был назначен временным командиром первой бригады итальянского легиона генерала Домбровского.
Отличился в сражениях русско-австро-французской войны 1805 года. В битве у Кастельфранко 24 ноября 1805 пехота полковника Ю.Грабинского совместно с кавалерией генерала А.Рожнецкого внесла большой вклад в разгром и пленение австрийского корпуса и его командира князя де Рогана, направлявшегося на защиту Венеции.
Когда Наполеон в 1806 году своим указом поручил создать польский легион в Силезии, первым его командиром стал Юзеф Грабинский.
Легионеры обращались к Наполеону с просьбой включить их соединение в состав войск Варшавского герцогства, однако тот принял иное решение и выслал легион на помощь своему младшему брату, королю Вестфалии Жерому Бонапарту.
Полковник Юзеф Грабинский с ноября 1807 на службе королевства Вестфалии. Однако уже 20 марта 1808 польские легионеры вновь перешли под знамёна Франции и были переименованы в Первый Надвисланский легион. Первым командиром легиона стал бригадный генерал Юзеф Грабинский.
В том же году он взял отпуск и уехал в Италию. Позже поступил там на службу и участвовал в борьбе с бандами итальянских грабителей.
В 1830 году возглавил повстанческие отряды в Болонье. В 1831 году восстание карбонариев в Болонье имело успех, и через несколько дней большая часть Папского государства была охвачена мятежом. Однако, Папа Григорий XVI призвал на помощь австрийский двор и вскоре его войска вошли в Болонью, где восстановили стабильную обстановку.
После поражение восстания Юзеф Грабинский вышел в отставку. Умер и был похоронен на кладбище в Болонье.